# Colin Bennetts
Colin Bennetts (* 9. September 1940; † 10. Juli 2013)  war ein britischer anglikanischer Theologe und Bischof von Coventry.

## Leben
Colin Bennetts wuchs in Cornwall und London auf. Nachdem er seinen Schulabschluss an der Battersea Grammar School gemacht hatte, studierte er  am Jesus College an der Universität Cambridge Moderne und Mittelalterliche Sprachen, bevor er seine Ausbildung zum Priester an der Ridley Hall in Cambridge erhielt.
Bennett hatte seine erste Stelle als Priester von 1965 bis 1969 in Tonbridge. Von Tonbridge wechselte er auf eine Priesterstelle in Oxford, wo er in verschiedenen Funktionen zunächst nur in der städtischen Kirchenarbeit, dann in der studentischen Seelsorge und schließlich ab 1980 für beide Gruppen verantwortlich war. 1990 trat er eine Stelle an der Kathedrale von Chester an und wurde 1994 dann zum Suffraganbischof von Buckingham in der Diözese Oxford. 1998 wurde Colin Bennetts zum achten Bischof von Coventry. In dieser Funktion war er vom 4. Juni 2003 bis 31. Januar 2008 ein Mitglied des House of Lords.
Bald nachdem er 2008 als Bischof in den Ruhestand getreten war, wurde bei ihm ein Hirntumor festgestellt. 2013 erlag Colin Bennetts diesem Leiden.
Colin Bennetts war seit 1965 verheiratet, das Ehepaar hatte zwei Töchter und zwei Söhne.

## Standpunkte
Bennetts stand in der theologischen Tradition des Evangelikalismus in der Kirche. Sein besonderes Anliegen galt der Missionsarbeit in den Gemeinden. In der Politik trat Colin Bennetts besonders gegen die Invasion des Irak 2003 auf. Bereits im Mai 1999 hatte er den Irak im Rahmen einer Delegation besucht, die die Auswirkungen der Sanktionen gegen den Irak begutachten sollte. Er trat danach als Zeuge in einem Ausschuss des House of Commons auf und berichtete von seinen Eindrücken. Er war fest davon überzeugt, dass nicht gezielte Sanktionen ethisch nicht zu vertreten seien, da sie die schwächsten Mitglieder der Gesellschaft träfen. 2002 sprach er sich in einem Artikel im Guardian gegen eine Invasion des Irak aus, weil er meinte, dass die Beweise für einen solchen Schritt nicht ausreichten. 2006 trat er mit einer Gruppe anderer Bischöfe gegen die britische Regierung auf und forderte, dass diese den Waffenhandel einstelle.

## Trivia
Als Student in Cambridge trat Bennetts 1963 mit seiner späteren Frau als Mitglied der Cambridge University Musical Society in der Kathedrale von Coventry bei einer Aufführung von Benjamin Brittens War Requiem auf.
Der spätere Erzbischof von Canterbury Justin Welby war Bennetts in seiner Zeit in Coventry als Priester direkt untergeordnet.

## Veröffentlichungen
- Colin Bennetts im Hansard (englisch)
- Colin Bennetts, Immoral and illogical in The Guardian, 9. August 2002, abgerufen am 2. Oktober 2013

| Vorgänger             | Amt                              | Nachfolger             |
| --------------------- | -------------------------------- | ---------------------- |
| Simon Burrows         | Bischof von Buckingham 1994–1998 | Michael Arthur Hill    |
| Simon Barrington-Ward | Bischof von Coventry 1998–2008   | Christopher Cocksworth |

| Personendaten    | Personendaten                                               |
| ---------------- | ----------------------------------------------------------- |
| NAME             | Bennetts, Colin                                             |
| KURZBESCHREIBUNG | britischer anglikanischer Theologe und Bischof von Coventry |
| GEBURTSDATUM     | 9. September 1940                                           |
| STERBEDATUM      | 10. Juli 2013                                               |